# Patxi Iriguíbel
Francisco Patxi Iriguíbel Aristu, deportivamente conocido como Iriguíbel (Pamplona, Navarra, 18 de abril de 1951) es un futbolista español retirado. Jugaba como delantero centro y fue, con el Club Atlético Osasuna, dos veces el máximo goleador de la Segunda División de España.

## Trayectoria
Se formó en la cantera del CD Pamplona desde los 9 hasta los 17 años, edad en la que pasó al UDC Chantrea, de su ciudad natal, en el que militó una sola temporada.
Con 18 años, Patxi Iriguíbel fue captado por el fútbol base del Real Madrid, aunque no logró pasar del equipo de aficionados. Regresó entonces a su Pamplona natal para jugar en el Osasuna Promesas. La temporada 1973/74 pasó a formar parte de la primera plantilla, por entonces en Segunda División, pero tampoco encontró su hueco. 
Tras obtener la baja del club rojillo, fichó por el Club Deportivo Tudelano, de Tercera División, donde se destapó como goleador: diecisiete dianas la temporada 1974/75 y dieciocho la 1975/76. Su consagración llegó la temporada 1976/77, en la que fue el máximo anotador de la categoría con 26 goles, entre ellos el que sirvió para derrotar al CA Osasuna en El Sadar, en un partido histórico para los tudelanos. Gracias a su aportación goleadora, Iriguíbel recibió múltiples ofertas de equipos de categoría superior. Finalmente, aceptó la propuesta de regresar a Osasuna, que acababa de obtener el ascenso a Segunda División.
Con los rojillos prolongó su racha anotadora, convirtiéndose en el primer futbolista en ser el máximo goleador de Segunda en dos años consecutivos, además de ser el primer osasunista en lograr dicho premio. Fue máximo goleador de la categoría en 1979, y en 1980 con 24 y 19 tantos respectivamente, logrando este último año, además, el ascenso a Primera. Esa temporada llegó a negociar con el Fútbol Club Barcelona, pero el club catalán descartó su fichaje, al igual que posteriormente hizo el RCD Español.
Debutó en Primera División con la camiseta rojilla el 7 de septiembre de 1980, ante la Unión Deportiva Las Palmas. Jugó cinco campañas con Osasuna en la máxima categoría, antes de colgar las botas al finalizar el curso 1984/85, en que se quedó inédito, al no entrar en los planes del técnico, Iván Brzic. 
En total, Patxi Iriguíbel jugó 104 partidos en Primera División y marcó 36 goles, siendo, en el momento de su retirada, el segundo máximo anotador de la historia del CA Osasuna en Primera, tras Sabino Andonegui. Junto a Martín Monreal y José Manuel Echeverría formó durante varias temporadas la delantera del equipo rojillo que consolidó al equipo en la máxima categoría del fútbol español, siendo digno de destacar que los tres finalizaron su carrera con el mismo número de goles en Primera con Osasuna, con un total de 36 goles cada uno. Tras colgar las botas, fue delegado del equipo osasunista.

## Clubes
| Club                    | País   | Año       |
| ----------------------- | ------ | --------- |
| UDC Chantrea            | España | 1968-1969 |
| Real Madrid Aficionados | España | 1969-1970 |
| CA Osasuna Promesas     | España | 1970-1973 |
| CA Osasuna              | España | 1973-1974 |
| CD Tudelano             | España | 1974-1977 |
| CA Osasuna              | España | 1977-1985 |

## Palmarés

### Distinciones individuales
| Distinción                          | Año  |
| ----------------------------------- | ---- |
| Trofeo Pichichi de Segunda División | 1979 |
| Trofeo Pichichi de Segunda División | 1980 |